# 甘龙镇
甘龙镇，是中华人民共和国贵州省铜仁市松桃苗族自治县下辖的一个乡镇级行政单位。

## 行政区划
甘龙镇下辖以下地区：
甘龙村、土敦村、麻兔村、石板村、浑泉村、寨地村、大面村、麻阳村、猫山村、坝木村、木树村、坪上村、白泥村、友杠村、鹰庄村、田坝村、官坟村、大树湾村、坪会村和张家湾村。